# 淡黑玳灰蝶
淡黑玳灰蝶（学名：Deudorix rapaloides），又名淡黑小灰蝶、大頭茶灰蝶，为灰蝶科玳灰蝶屬下的一个种。

## 描述
本種為中型灰蝶，具雌雄二型性。體背黑褐，腹側灰白。前翅尖，緣弧形，長16-20 mm。；後翅卵形，CuA2脈末端具細長尾突，臀區葉狀突發達，上有橙黑眼斑與藍色金屬鱗。雄蝶頭白、頭頂褐，複眼密被毛，雌蝶較疏。觸角褐色有白環，下唇鬚白色末端褐，口器深褐。胸腹部背褐腹白，足白雜褐，雄蝶前足跗節癒合、末端尖銳，雌蝶不癒合。
翅背面底色黑褐，雄蝶前後翅有紫藍色金屬光澤鱗，雌蝶無斑。後翅背面翅基具灰色性標、後緣有白毛叢。翅腹面雄蝶為灰色、雌蝶偏灰白，兩翅具白邊斑列，後翅紋於M3脈分斷，CuA2脈呈V形；中室端具短條紋；CuA1室具黑斑與橙環構成之眼狀斑，臀區有藍橙紋；外緣帶暗色紋。緣毛多為褐色，後翅後緣白色。雄蝶前翅腹面後緣有長毛。

## 分布
本種為台灣特有種，分布於台灣本島中海拔地區常綠闊葉林。

## 生態習性
本種幼蟲以茶科植物，如大頭茶、短柱山茶等為食，一年多世代。

## 資料來源
1. ↑  徐堉峰，梁家源，黃智偉. . 行政院農業委員會林務局. 2020-04. ISBN 9789865440985.
2. ↑  徐堉峰. . 台中市: 晨星出版社. 2013. ISBN 978-986-177-670-5.

## 外部連結
- 维基共享资源上的相關多媒體資源：淡黑玳灰蝶
- 維基物種上的相關：淡黑玳灰蝶